# ما هرگز نمی‌خوابیم
ما هرگز نمی‌خوابیم (انگلیسی: We Never Sleep) فیلمی به کارگردانی هال روچ است که در سال ۱۹۱۷ منتشر شد. از بازیگران آن می‌توان به هارولد لوید، استل هَریسون، مارگارت جاسلین، گاس لئونارد، چارلز استیونسون، گلدا مدن، هری تاد و دوروثیا والبرت اشاره کرد.